# Semaglutid
Semaglutid je antidiabetický lék používaný k léčbě diabetu 2. typu a lék proti obezitě používaný k dlouhodobému řízení hmotnosti. Jde o peptid podobný hormonu glukagonovému peptidu-1 (GLP-1), modifikovaný postranním řetězcem. Může být podáván subkutánní injekcí nebo perorálně. Prodává se pod obchodními názvy Ozempic a Rybelsus pro diabetes a pod obchodním názvem Wegovy pro hubnutí.
Semaglutid je agonista receptoru pro peptid-1 podobný glukagonu. Mezi nejčastější nežádoucí účinky patří nevolnost, zvracení, průjem, bolesti břicha a zácpa.
V USA byl schválen pro lékařské použití v roce 2017. V roce 2021 to byl 90. nejčastěji předepisovaný lék ve Spojených státech s více než 8 miliony receptů. V roce 2022 to byl již 48. nejčastěji předepisovaný lék ve Spojených státech s více než 13 miliony receptů.

## Lékařské použití
Semaglutid je indikován jako doplněk diety a cvičení ke zlepšení kontroly glykemie u dospělých s diabetem typu 2. 
Formulace semaglutidu s vyšší dávkou je indikována jako doplněk k dietě a cvičení pro dlouhodobou regulaci hmotnosti u dospělých s obezitou (počáteční index tělesné hmotnosti (BMI) ≥ 30 kg/m2) nebo s nadváhou (počáteční BMI ≥ 27 kg/m2) a mají alespoň jednu komorbiditu související s hmotností.
V březnu 2024 americký Úřad pro kontrolu potravin a léčiv (FDA) rozšířil indikaci pro semaglutid (Wegovy) v kombinaci s dietou se sníženým obsahem kalorií a zvýšenou fyzickou aktivitou, aby se snížilo riziko kardiovaskulární smrti, srdečního infarktu a mrtvice u obézních nebo dospělých s nadváhou a s kardiovaskulárním onemocněním.
Semaglutid a podobné léky, jako je dulaglutid a liraglutid, se používají k léčbě poruchy přejídání (BED), protože dokážou úspěšně minimalizovat obsedantní myšlenky na jídlo a touhy po záchvatech přejídání. Někteří uživatelé těchto léků hlásili významné snížení toho, co je hovorově známé jako „hluk z jídla“ (neustálé, nezastavitelné myšlenky na jídlo, přestože nemají fyzický hlad), což může být faktorem BED.
Semaglutid je kontraindikován u osob s osobní nebo rodinnou anamnézou medulárního karcinomu štítné žlázy nebo u osob s mnohočetnou endokrinní neoplazií typu 2.

## Nežádoucí účinky
Mezi možné vedlejší účinky patří nevolnost, průjem, zvracení, zácpa, bolest břicha, bolest hlavy, únava, poruchy trávení / pálení žáhy, závratě, distenze břicha, říhání, hypoglykemie (nízká hladina glukózy v krvi) u lidí s diabetem 2. typu, plynatost, žloutnutí očí či kůže, opakující se horečka, gastroenteritida a gastroezofageální reflux. Může také způsobit pankreatitidu, gastroparézu a neprůchodnost střev.
Podle studie oftalmologů z amerického Bostonu byly zaznamenány případy náhlé slepoty u pacientů užívajících semaglutid.

## Historie
V prosinci 2017 byla injekční verze se značkou Ozempic schválena pro použití u lidí s diabetem ve Spojených státech, a v lednu 2018 v Kanadě. V únoru 2018 bylo povolení uděleno v Evropské unii, v březnu 2018 v Japonsku a v srpnu 2019 v Austrálii.
V září 2019 byla verze, kterou lze užívat perorálně (Rybelsus), schválena pro lékařské použití ve Spojených státech a v Evropské unii v dubnu 2020.
V červnu 2021 byla americkým Úřadem pro kontrolu potravin a léčiv (FDA) schválena verze s vyšší dávkou pro injekční použití prodávaná pod značkou Wegovy jako lék proti obezitě pro dlouhodobou regulaci hmotnosti u dospělých. V listopadu 2021 doporučil Výbor pro humánní léčivé přípravky (CHMP) Evropské lékové agentury (EMA) udělit rozhodnutí o registraci přípravku Wegovy společnosti Novo Nordisk A/S. V lednu 2022 byl Wegovy schválen pro lékařské použití v Evropské unii.
V lednu 2023 bylo označení pro Rybelsus aktualizováno, aby odráželo, že jej lze použít jako první léčbu pro dospělé s diabetem typu 2.
Prodejci na černém trhu nabízejí online neautorizované produkty, o kterých se tvrdí, že se jedná o semaglutid. Tato praxe je ve Spojených státech nezákonná, ale někteří kupující se obracejí na neautorizované prodejce, protože jim bylo odepřeno pojistné krytí a nemohou si autorizovaný lék dovolit.
V říjnu 2023 Belgie oznámila, že zvažuje dočasný zákaz užívání přípravku Ozempic jako léku na hubnutí, a to uprostřed prudkého nárůstu poptávky vedoucího k nedostatku léku, který měl trvat nejméně do poloviny roku 2024. Vláda již dříve doporučila lékařům předepisovat lék pouze diabetikům. Podobný příkaz vydala vláda Spojeného království, navíc zakazující nové předpisy pro diabetiky 2. typu.
V červnu 2024 Úřady ve Spojeném království, USA a Brazílii zabavily falešné šarže léku Ozempic. Světová zdravotnická organizace (WHO) upozornila, že lék by si lidé měli obstarávat pouze z důvěryhodných zdrojů, aby předešli nechtěnému zdravotnímu riziku.

## Ceny
Ozempic, semaglutidová injekce, měla v srpnu 2023 katalogovou cenu 936 USD ve Spojených státech a 169 USD v Japonsku. Ceny dále byly 147 USD v Kanadě, 144 USD ve Švýcarsku, 103 USD v Německu a Nizozemsku, 96 USD ve Švédsku, 93 USD ve Spojeném království a 87 dolarů v Austrálii. Ve Francii byla nejnižší cena 83 dolarů (údaje se vztahují na dodávku za jeden měsíc).
V USA měl lék Wegovy od roku 2022 katalogovou cenu 1 349 USD měsíčně.
Přes značné ceny vysoká poptávka způsobila v roce 2023 celosvětový nedostatek semaglutidu.
V roce 2023 se farmaceutická firma Novo Nordisk stala nejhodnotnější společností v Evropské unii s hodnotou více než 500 miliard USD a odpovídala za téměř veškerý hospodářský růst toho roku v domovském Dánsku.
Zisky z Novo Nordisk generují výnosy pro Novo Nordisk Foundation, která drží kontrolní podíl v Novo Nordisk. Zisky mají za následek zvýšení dánských daňových příjmů a zaměstnanosti. Novo Nordisk vytvořila v roce 2022 v Dánsku 3 500 pracovních míst, čímž se její celkový počet zaměstnanců v zemi zvýšil na 21 000 z 59 000 po celém světě.

## Vliv oblíbenosti Semaglutidu na Trumpovy cla
Po uvedení cel pracovníky druhé Trumpovy administrativy vzrostly obavy, že dojde ke snížení zisků firem, které obchodují s estetickým botoxem. I když farmaceutické produkty nebyly zahrnuty do recipročních cel, irští výrobci botoxu se obávali obchodní války, protože Spojené státy americké jsou největším odbytištěm botoxu.  Cena akcií u výrobních firem klesla o pětinu od začátku dubna 2025. Komentátorka Nathalie Thomas z redakce Financial Times upozornila, že farmaceutické firmy budou růst mimo Spojené státy americké kvůli léčbě „ozempického obličeje“.

## Situace v Česku
V dubnu 2023 došlo v Česku k dočasnému výpadku dostupnosti léků se semaglutidy.[ujasnit] Výpadek způsobila popularita užívání mimo pravidla indikace, tj. na hubnutí. Popularitu zvýšilo jeho virální šíření na sociálních sítích a jeho propagace různými celebritami. České Ministerstvo zdravotnictví rovněž chtělo zabránit spekulacím s Ozempicem, a tak zakázalo jeho vývoz.
V červnu 2023 ministerstvo zdravotnictví kvůli masivnímu rozšíření léku mezi nediabetiky omezilo jeho předepisování. Ozempic mohli nově dostat pouze diabetici s BMI nejméně 35 a hodnotou hemoglobinu 60 a více, kterým byl plně hrazen. Lék také mohli nově předepisovat pouze diabetologové a endokrinologové.
V říjnu 2023 Ministerstvo zdravotnictví a Státní ústav pro kontrolu léčiv (SÚKL) varovaly před užíváním léku Ozempic získaného jinak než na předpis lékaře a vyzvednutého v lékárně, například koupeného přes internet. Mohlo by jít o padělek, jehož aplikace může způsobit vážné zdravotní komplikace s ohrožením života.
Léky jako Ozempic nebo Saxenda měly v Česku pro samoplátce cenu kolem 3000 korun za dávku na zhruba 18 dní. Kvůli vysoké poptávce a ceně také v Česku docházelo k trestné činnosti, kdy pacienti zbylé léky přeprodávali, ačkoliv takový přeprodej je ilegální.